# Erzsébeti Spartacus MTK LE
ESMTK Budapeszt – węgierski klub piłkarski grający w III lidze.
Klub powstał głównie dzięki akcjom charytatywnym organizowanym przez lokalnych rzemieślników. Dzięki zebranym funduszom lokalne władze stolicy miały możliwość stworzenia także innych sekcji sportowych.